# Busarellus nigricollis
Busarellus nigricollis (spaniolă Busardo colorado, sau Uliul cu guler negru) este o pasăre răpitoare din familia Accipitridae care trăiește în pădurile și mlaștinile din America de Sud și Mexic. Este o specie monotipică în genul Busarellus. Nu este o pasăre migratoare. Starea de conservare este categorisită ca fiind de „risc scăzut”. Se hrănește cu pește și, ocazional, cu șopârle, melci și rozătoare mici.

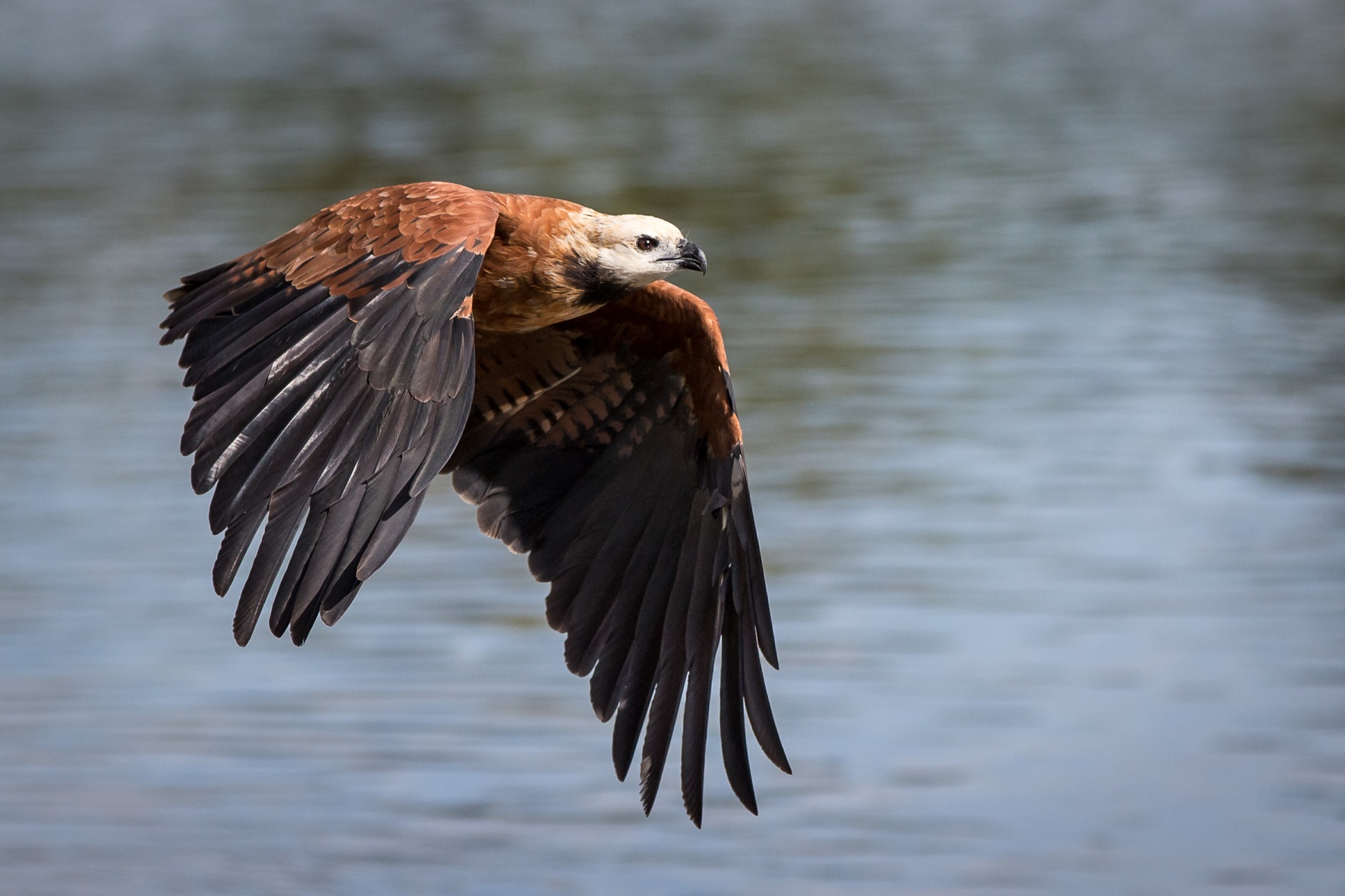
Uliu cu guler negru din Mato Grosso do Sul, Brazilia